# 1745 w sztukach plastycznych
Wydarzenia w sztukach plastycznych i wizualnych w 1745 roku.

## Urodzeni
- 8 września – Johann Wenzel Peter (zm. 1829), austriacki malarz, animalista[1]